# Qualificazioni alla Coppa delle nazioni africane 2017 - Gruppo M

## Classifica
| Pos. | Squadra    | Pt | G | V | N | P | GF | GS | DR |
| ---- | ---------- | -- | - | - | - | - | -- | -- | -- |
| 1.   | Camerun    | 14 | 6 | 4 | 2 | 0 | 7  | 2  | +5 |
| 2.   | Mauritania | 8  | 6 | 2 | 2 | 2 | 6  | 5  | +1 |
| 3.   | Sudafrica  | 7  | 6 | 1 | 4 | 1 | 8  | 6  | +2 |
| 4.   | Gambia     | 2  | 6 | 0 | 2 | 4 | 1  | 9  | -8 |

## Risultati
| Durban 13 giugno 2015, ore 19:00 UTC+2 | Sudafrica           | 0 – 0 referto | Gambia | Moses Mabhida Stadium\| Arbitro: \| Hamada Nampiandraza \| |
| Arbitro:                               | Hamada Nampiandraza |               |        |                                                            |

| Arbitro: | Yakhouba Keita |

|               |           |  |
| Aboubakar 90’ | Marcatori |  |

| Arbitro: | Daouda Gueye |

|                                  |           |            |
| Abeid 5’ Beyguili 77’ Bessam 85’ | Marcatori | 68’ Gabuza |

| Arbitro: | Mohamed Said Kordi |

|  |           |               |
|  | Marcatori | 65’ Aboubakar |

| Arbitro: | Isaac Montgomery |

|                 |           |             |
| Bessam 36’, 90’ | Marcatori | 65’ Carayol |

| Arbitro: | Tessema Bamlak |

|                         |           |                       |
| Siani 45+1’ Nkoulou 65’ | Marcatori | 13’ Rantie 49’ Kekana |

| Bakau 29 marzo 2016, ore 16:30 UTC+0 | Gambia      | 0 – 0 referto | Mauritania | Independence Stadium\| Arbitro: \| Fidel Gomes \| |
| Arbitro:                             | Fidel Gomes |               |            |                                                   |

| Durban 29 marzo 2016, ore 19:00 UTC+2 | Sudafrica        | 0 – 0 referto | Camerun | Moses Mabhida Stadium\| Arbitro: \| Juste Ephrem Zio \| |
| Arbitro:                              | Juste Ephrem Zio |               |         |                                                         |

| Arbitro: | Hamada Nampiandraza |

|  |           |           |
|  | Marcatori | 29’ Salli |

| Arbitro: | Denis Dembélé |

|  |           |                                |
|  | Marcatori | 30’, 38’ Gabuza 55’, 79’ Dolly |

| Arbitro: | Eric Otogo-Castane |

|            |           |               |
| Kekana 26’ | Marcatori | 17’ Guidileye |

| Arbitro: | Joseph Lamptey |

|                                 |           |  |
| Moukandio 35’ (rig.) Ekambi 53’ | Marcatori |  |